# Aldo Olcese
Aldo Ítalo Olcese Vassallo (Lima, 23 de octubre de 1974) es un exfutbolista peruano. Jugó de mediocampista ofensivo. Actualmente es el presidente del Club Deportivo Municipal

## Trayectoria

### Futbolista
Comenzó su etapa futbolística jugando por el Country Club El Bosque, luego pasó al Sporting Cristal para dar inicio a su carrera profesional en 1993. Luego jugó por Aurich-Cañaña, Alianza Atlético regresando en 1998 al Sporting Cristal.
El año 2001 empezó su corta etapa europea formando parte del KAA Gent y Eendracht Aalst, el año 2002 jugó en Alianza Lima. En la temporada 2005 fichó por el equipo chino Shenyang Ginde, para volver meses más tarde al Alianza Lima. Para la temporada 2008 se mudó a la ciudad del Cuzco para jugar por el Cienciano.
Es hincha del cuadro de la Franja Roja del Deportivo Municipal, y el 22 de enero de 2014 firmó contrato con dicho club para ascender a la primera división del Perú y retirarse defendiendo al club . Se retiró el 22 de noviembre de 2015 a la edad de 41 años disputando su último partido contra Alianza Lima el cual terminó con un marcador de 2-1 a favor del Deportivo Municipal donde fue reemplazado al minuto 53' por el argentino Leandro Paschetta. Esta victoria sirvió para que el equipo edil pudiera clasificar a un torneo internacional después de 33 años: la Copa Sudamericana 2016.

## Clubes
| Club                | País    | Año       | PJ  | GF |
| ------------------- | ------- | --------- | --- | -- |
| Sporting Cristal    | Perú    | 1993-1994 | 9   | 1  |
| Aurich-Cañaña       | Perú    | 1995      | 25  | 2  |
| Alianza Atlético    | Perú    | 1996-1997 | 11  | 0  |
| Sporting Cristal    | Perú    | 1998-2000 | 79  | 21 |
| KAA Gent            | Bélgica | 2000-2001 | 24  | 4  |
| Alianza Lima        | Perú    | 2002-2005 | 112 | 20 |
| Shenyang Ginde      | China   | 2005      | 12  | 3  |
| Alianza Lima        | Perú    | 2006-2007 | 55  | 5  |
| Cienciano           | Perú    | 2008      | 29  | 2  |
| Total Chalaco       | Perú    | 2009      | 28  | 7  |
| Inti Gas            | Perú    | 2010      | 42  | 6  |
| Unión Comercio      | Perú    | 2011-2012 | 58  | 8  |
| Pacífico FC         | Perú    | 2013      | 26  | 1  |
| Deportivo Municipal | Perú    | 2014-2015 | 39  | 7  |

## Palmarés

### Campeonatos nacionales
| Título                    | Club                | País | Año  |
| ------------------------- | ------------------- | ---- | ---- |
| Torneo de Apertura        | Sporting Cristal    | Perú | 1994 |
| Primera División del Perú | Sporting Cristal    | Perú | 1994 |
| Torneo Clausura           | Sporting Cristal    | Perú | 1998 |
| Torneo Clausura           | Alianza Lima        | Perú | 2003 |
| Primera División del Perú | Alianza Lima        | Perú | 2003 |
| Torneo Apertura           | Alianza Lima        | Perú | 2004 |
| Primera División del Perú | Alianza Lima        | Perú | 2004 |
| Torneo Apertura           | Alianza Lima        | Perú | 2006 |
| Primera División del Perú | Alianza Lima        | Perú | 2006 |
| Segunda División del Perú | Deportivo Municipal | Perú | 2014 |